# Albertus (Motorrad)
Albertus ist ein Motorrad, das von der Albertus Fahrzeugwerk AG in Achern (Baden-Württemberg) von 1922 bis 1924 produziert wurde. Die Motoren wurden von Julius Löwy für den Betrieb mit Petroleum ausgelegt. Sie wurden auch unter dem Namen Bafag (Badische Albertus Fahrzeugwerk AG) verkauft.

## Modelle
Für den Antrieb der Motorräder wurden patentierte Zweitaktmotoren mit 113, 142 und 176 cm³ Hubraum eingesetzt. Zusätzlich wurden ab 1924 in Kassel und Duisburg durch die Almora Motoren- und Fahrzeugbau AG, Motoren mit 327, 550 und 650 cm³ für die Anwendung in PKW oder als Bootsantrieb hergestellt.

## Technik
Die verwendeten Zweitaktmotoren hatten bereits einen Kolben ohne Nase und 3 Überströmkanäle. Der hintere Aufrichter diente zusätzlich der Gemischbildung. Dort wurde der Kraftstoff mit einer Düse vorgelagert. Diese Düse war mit einem Vergaser mit zwei Schwimmerkammern für Benzol und Petroleum verbunden. Der Motor wurde mit Benzin oder Benzol gestartet und dann auf Petroleum umgestellt. Der Brennraum war ungekühlt, die Zündung wurde über eine Zündkerze eingeleitet. Zusätzlich unterstützte der heiße Brennraum die Gemischbildung und die sichere Zündung. Da Julius Loewy ab 1910 in Königsberg als Generalvertreter der Magdeburger Grade-Automobil-Werke beschäftigt war, ist die Gemischbildung sicherlich vom Grade System inspiriert. Durch die Lage der Kraftstoffdüse lassen sich systembedingten Spülverluste des Zweitaktmotors senken. Zusätzlich ist eine Ladungsschichtung möglich.